# Аґустина Беса-Луїс
Аґустина Веса, у шлюбі Беса-Луїс (порт. Agustina Bessa-Luís; 15 жовтня 1922, Віла Меан, Амаранте — 3 червня 2019) — португальська письменниця: романістка, драматургиня, сценаристка, біографка, авторка книг для дітей.

## Біографія
Батько Аґустини був купцем, у свій час працював в Бразилії. У 1932 сім'я переїхала в Порту. У 1945 вона одружилася з адвокатом Альберту Луїсом, жила в Коїмбре, з 1950 — в Порту.
У 1986–1987 роках працювала головною редакторкою газети O Primeiro de Janeiro (Порту). У 1990–1993 роках — директорка Національного театру в Лісабоні.
Дочка Моніка Балдакі — художниця і письменниця, внучка Леонор Балдакі — кіноакторка і письменниця, грала в кількох фільмах за творами бабусі.

## Твори

### Романи, повісті, оповідання
- 1948 — Mundo Fechado (перевид. 2004)
- 1950 — Os Super-Homens
- 1951—1953 — Contos Impopulares (новели)
- 1954 — Сивілла/ A Sibila (премія Еси де Кейроша; англ. пер. 1953, фр. пер. 1954, ісп. та каталан. пер. 1981, нім. пер. 1987)
- 1956 — Os Incuráveis
- 1957 — A Muralha
- 1958 — O Susto
- 1960 — Ternos Guerreiros
- 1961 — O Manto
- 1962 — O Sermão do Fogo
- 1964 — As Relações Humanas: I — Os Quatro Rios
- 1965 — As Relações Humanas: II — A Dança das Espadas
- 1966 — As Relações Humanas: III — Canção Diante de uma Porta Fechada
- 1967 — A Bíblia dos Pobres: I — Homens e Mulheres (Національна премія)
- 1970 — A Bíblia dos Pobres: II — As Categorias
- 1971 — A Brusca (новели)
- 1975 — Щасливі люди/ As Pessoas Felizes
- 1976 — Crónica do Cruzado Osb
- 1977 — Фурії/ As Fúrias
- 1979 — Fanny Owen (роман, екранізований)
- 1980 — O Mosteiro (премія Дона Дініша, премія ПЕН-Клубу Португалії)
- 1983 — Os Meninos de Ouro
- 1983 — Adivinhas de Pedro e Inês (історичний роман)
- 1984 — Um Bicho da Terra (історичний роман про філософа Уріеля Акосту)
- 1984 — Um Presépio Aberto
- 1985 — A Monja de Lisboa (історичний роман про черницю Маргариту Марію Алакок)
- 1987 — Північний двір/ A Corte do Norte (історичний роман, екранізований)
- 1988 — Prazer e Glória
- 1988 — A Torre (новела)
- 1989 — Eugénia e Silvina
- 1991 — Долина Авраама / Vale Abraão (роман, екранізований)
- 1992 — Ordens Menores (Премія критики)
- 1994 — As Terras do Risco (роман, екранізований)
- 1994 — O Concerto dos Flamengos
- 1995 — Aquário e Sagitário
- 1996 — Memórias Laurentinas
- 1997 — Um Cão que Sonha
- 1998 — O Comum dos Mortais
- 1999 — A Quinta Essência
- 1999 — Dominga (новела)
- 2001 — Принцип невизначеності/ O Princípio da Incerteza: I — Jóia de Família (роман, Велика премія Союзу письменників Португалії, екранізований)
- 2002 — O Princípio da Incerteza: II — A Alma dos Ricos
- 2003 — O Princípio da Incerteza: III — Os Espaços em Branco
- 2004 — Antes de Degelo
- 2005 — Doidos e Amantes
- 2006 — Нічна варта/ A ronda da noite

### Біографії
- 1979 — Santo António
- 1979 — Флорбела Шпанка
- 1981 — Себаштіан де Карвалю
- 1982 — Longos Dias Têm Cem Anos — Presença de Vieira da Silva
- 1986 — Martha Telles: o Castelo Onde Irás e Não Voltarás

### П'єси
- 1958 — Нерозлучні, або Друг за заповітом / Inseparável ou o Amigo por Testamento
- 1961 — As Etruscas
- 1986 — Прекрасна португалка / A Bela Portuguesa
- 1992 — Безпосередні еротичні переживання Серена К'єркегора / Estados Eróticos Imediatos de Soren Kierkegaard
- 1996 — Party: Garden-Party dos Açores (екранізована)
- 1998 — Garret: O Eremita do Chiado

### Подорожні нотатки, мемуари, есе
- 1961 — Embaixada a Calígula (подорожні нотатки)
- 1979 — Conversações com Dimitri e Outras Fantasias (есе)
- 1980 — Arnaldo Gama — «Gente de Bem»
- 1981 — A Mãe de um Rio (екранізовано)
- 1982 — Antonio Cruz, o Pintor e a Cidade
- 1982 — D.Sebastião: o Pícaro e o Heroíco
- 1986 — Апокаліпсис Альбрехта Дюрера/ Apocalipse de Albrecht Dürer
- 1988 — Aforismos
- 1991 — Бразильський бревіарій/ Breviário do Brasil (щоденник подорожі)
- 1994 — Camilo: Génio e Figura
- 1995 — Um Outro Olhar sobre Portugal (подорожні нотатки)
- 1996 — Alegria do Mundo I: escritos dos anos de 1965 a 1969
- 1997 — Douro (у співавторстві з Монікою Балдакі)
- 1998 — Alegria do Mundo II: escritos dos anos de 1970 a 1974
- 1998 — Os Dezassete Brasões
- 1999 — Спляча красуня/ A Bela Adormecida (оповідання)
- 2000 — O Presépio: Escultura de Graça Costa Cabral
- 2000 — Contemplação Carinhosa da Angústia (есе)
- 2001 — Меніни/ As Meninas
- 2002 — Книга Агуштіни/ O Livro de Agustina (автобіографія)
- 2002 — Azul
- 2002 — As Estações da Vida
- 2004 — O Soldado Romano
- 2012 — Civilidade (есе)
- 2012 — Кафкіана/ Kafkiana (есе)

## Екранізації творів письменниці
- 1981 — Франсішка / Francisca (Мануел де Олівейра, за романом Fanny Owen)
- 1993 — Долина Авраама / Vale Abraão (Мануел де Олівейра)
- 1995 — Монастир / O Convento (Мануел де Олівейра, за романом As Terras do Risco)
- 1996 — Вечірка / Party (Мануел де Олівейра, за п'єсою Party: Garden-Party dos Açores)
- 1998 — Занепокоєння / Inquietude (Мануел де Олівейра, за оповіданням A Mãe de um Rio)
- 2002 — Принцип невизначеності / O Princípio da Incerteza (Мануел де Олівейра)
- 2005 — Чарівне дзеркало / Espelho Mágico (Мануел де Олівейра, за романом A Alma dos Ricos)
- 2001 — Порту мого дитинства / Porto da minha infância (Мануел де Олівейра)
- 2009 — Північний двір / A Corte do Norte (Жуан Ботелью)

## Визнання
Член Академії наук Лісабона. Член-кореспондент Бразильської академії літератури. Почесний доктор університету Порту. Лауреатка премії м. Порту (1982), кінопремії Золотий глобус за внесок в літературу (Португалія, 2002), Премії Камоенса (2004), премії Вержиліо Феррейри (2004) та ін.. З 2008 року опубліковано повне зібрання творів письменниці.